# Cnemaspis psychedelica
Espèce
Cnemaspis psychedelica est une espèce de geckos de la famille des Gekkonidae.

## Répartition
Cette espèce est endémique de l'île Hon Khoai dans la province de Cà Mau au Viêt Nam.

## Description
Cnemaspis psychedelica mesure, queue non comprise, jusqu'à 75,3 mm pour les mâles et jusqu'à 72,2 mm pour les femelles.

## Publication originale
- Grismer, Ngo & Grismer, 2010 : A colorful new species of insular rock gecko(Cnemaspis Strauch 1887) from southern Vietnam. Zootaxa, n. 2352, p. 46–58.